# Germania Hotel w Gdańsku
Germania Hotel – hotel, który znajdował się w Gdańsku przy ul. Ogarnej. Budynek wyróżniał się dwiema neogotyckimi fasadami, frontową północną oraz południową od Hintergasse (ul. Za Murami). Po 1945 wykorzystywany jako biurowiec. W 1996 wpisany do rejestru zabytków.

## Historia
Budynek według projektu Herrmanna Bandta powstał w 1872 dla spółki Gdańskie Towarzystwo Bankowe (Danziger Bank-Verein). Ok. 1877 kamienicę odkupiła spółka Kolej Malborsko-Mławska (Marienburg-Mlawkaer Eisenbahn-Gesellschaft). W 1893 kolejny właściciel, Oscar Voigt, dokonał przebudowy (proj. Alex Fey) wnętrz na hotel Germania. Ok. 1903 nowy właściciel, Samuel Littmann, wynajął budynek Gdańskiej Loży Masońskiej nr 3 w Prowincji Prusy Zachodnie (Gedania Loge Nr. 3 der Provinz Westpreussen). W okresie 1923–1926 właścicielka Philippine Abrahamsohn wynajmowała budynek oddziałowi gdańskiemu Warszawskiego Banku Zjednoczonego S.A., następnie mieścił się lokal Cafe Germania (1927-1937). W 1939 przejął go urząd powierniczy (Treuhandanstalt), który sprzedał Alfredowi Centnerowskiemu.
Po 1945 kamienica stała się siedzibą banku, następnie była użytkowana przez RSW "Prasa-Książka-Ruch",  później Bibliotekę Brytyjską  oraz Centrum Herdera przy Uniwersytecie Gdańskim. Decyzją Wojewódzkiego Konserwatora Zabytków z 18 czerwca 1996 budynek wpisano do rejestru zabytków województwa gdańskiego.